# Jasło
Jasło [ˈjaswɔ] megyei jogú város Délkelet-Lengyelországban, 2012. december 31-én 36 641 lakossal. A Kárpátaljai vajdaság területén található (1999-től), korábban a Krosnói vajdasághoz tartozott (1975–1999). Kis-Lengyelországban fekszik, a Doły (Gödrök) szívében, átlagos tengerszint feletti magassága 320 méter, bár a város határain belül is található néhány domb. A város védőszentje Páduai Szent Antal.